# Isabelle Winter-Piccardt
Isabelle Catherine Gerarde (Isabelle) Winter-Soetbrood Piccardt (Pijnacker, 27 januari 1849 – Den Haag, 16 oktober 1936) was een Nederlands zangeres. Haar stembereik was sopraan.
Ze werd geboren binnen het gezin van predikant, stadsarchivaris en geschiedschrijver Rixtinus Arnoldus Soetbrood Piccardt en Elisabeth Wilhelmina Boss. In 1850 werd haar vader gestationeerd in Goes, alwaar zij opgroeide. Zelf huwde ze in 1875 muziekdocent Johann August Friedrich Winter. Isabelle werd op 19 oktober 1936 begraven op Oud Eik en Duinen te Den Haag.
Op 23 december 1872 gaf zij een concert in Goes voor de Afdeling der Maatschappij tot bevordering van Toonkunst, waarbij de Nieuwe Goessche Courant van 3 januari 1873 haar het oordeel meegaf: Boven alles ging echter de zang van mejuffrouw Isabelle Piccardt. Het publiek was in vervoering geraakt aldus diezelfde krant. Winter was overigens directeur van die afdeling. Ook muziekblad Caecilia had lovende kritieken. In 1875 werden ook lovende woorden gesproken over een aantal concerten in Haarlem. Een aantal jaren zong ze vanuit thuisplaats Zutphen. Ze was tot 1887 regelmatig te vinden in de diverse concertzalen, daarna verdween ze van de podia. Haar archief van 1867 tot 1890 is bewaard gebleven bij het Nederlands Muziekinstituut.